# Steinerne Brücke (Weilburg)
Die Steinerne Brücke ist eine 1769 gebaute Brücke über die Lahn in Weilburg im hessischen Landkreis Limburg-Weilburg.
An ihrer Stelle gab es mehrere Vorläuferbrücken, die für Jahrhunderte die einzigen Brücken für Fahrzeuge zwischen Wetzlar und Limburg waren. Die Brücke verband die Residenzstadt Weilburg mit dem Amtsort Merenberg. Viele Jahre überquerte die Bundesstraße 49 und später die Bundesstraße 456 hier die Lahn. Nach dem Bau der neuen Oberlahnbrücke als Teil der Teilortsumgehung Weilburg 2004 hat die Steinerne Brücke ihre Bedeutung für den Fernverkehr verloren.

## Erscheinungsbild

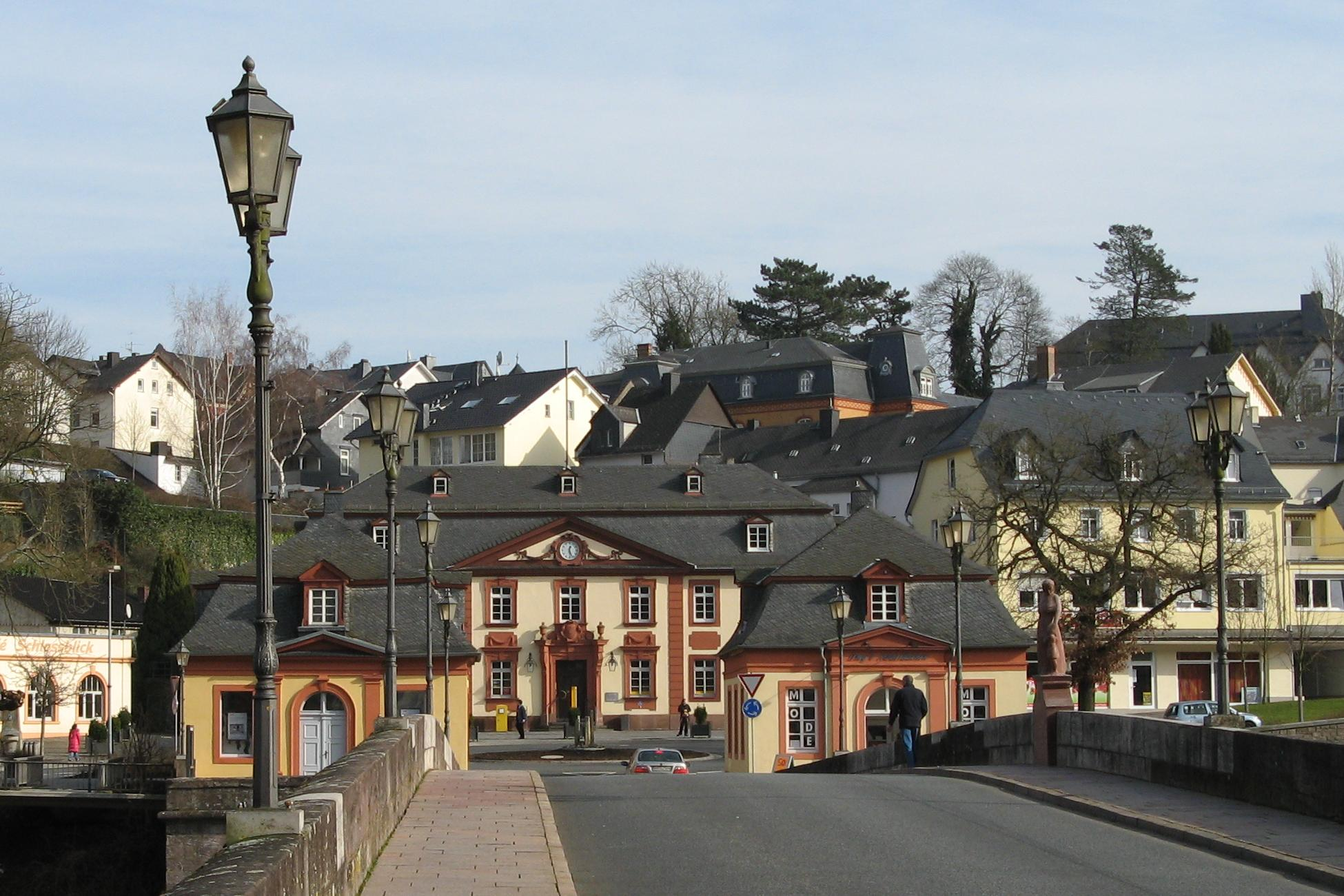
Das Weilburger Postamt mit den beiden 1768 errichteten Brückenhäusern von der Steinernen Brücke aus

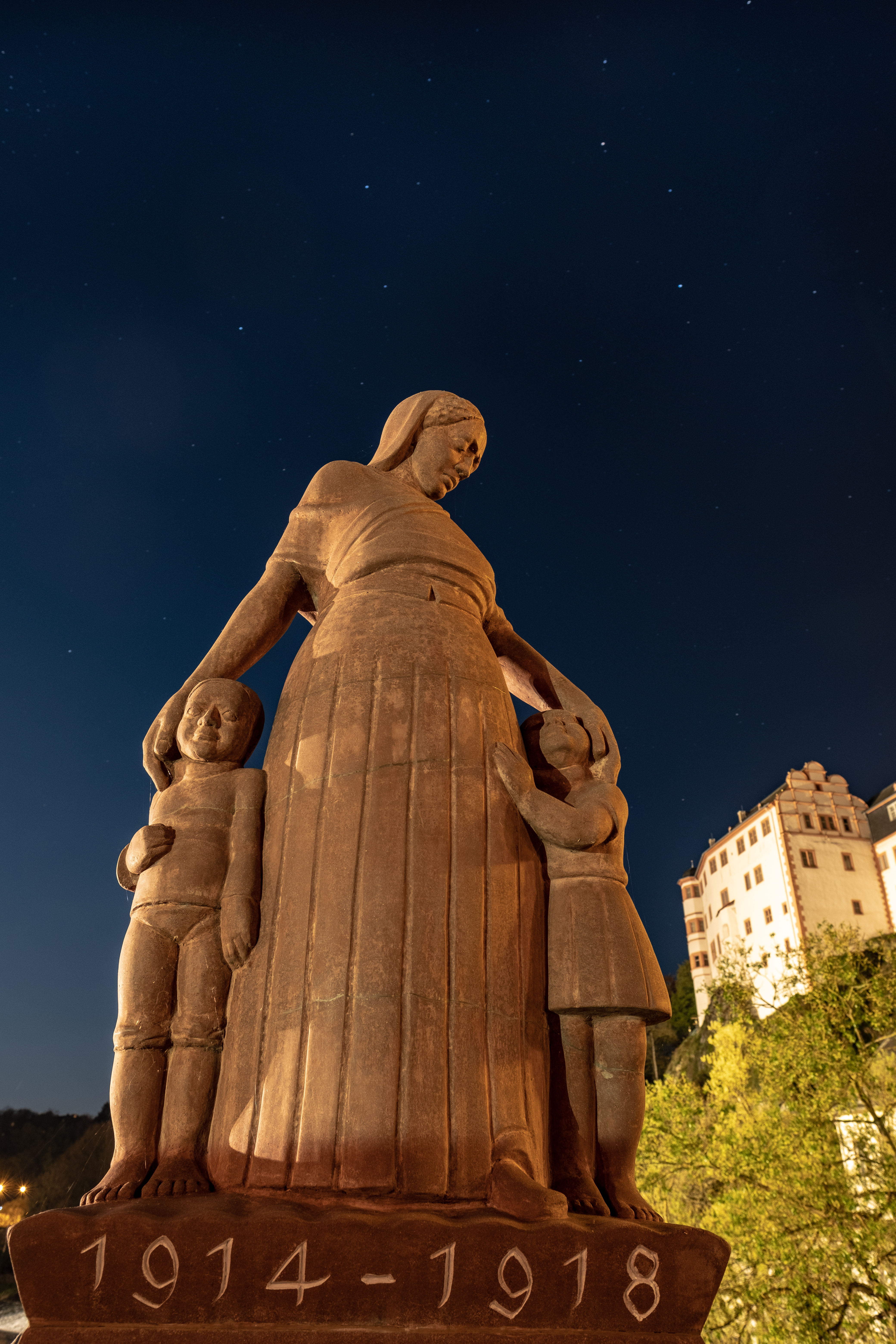
Mahnmal zu Ehren der Gefallenen des ersten Weltkriegs

Es handelt sich um eine steinerne Bogenbrücke mit fünf Korbbögen. Die Gesamtlänge der Brücke beträgt 83 Meter. Die Brücke ist mit Lahnmarmor verkleidet.
Die lichte Weite der fünf Brückenbögen beträgt vom Oberstrom rechts 12,50 Meter, 14,10 Meter, 15,70 Meter, 14,10 Meter und 12,50 Meter. Der fünfte Brückenbogen überspannt den Mühlgraben. Die vier Pfeiler verfügen auf der Oberstrom- und der Unterstromseite über Brückenpfeilerköpfe, die jeweils etwa 3,30 Meter lang sind. Die Pfeilerbreite variiert zwischen 3,40 Meter und 3,75 Meter. Der vierte Pfeiler steht auf einer Insel.
In der Mitte der Brücke, auf der Oberstrom-Seite, wurde im Jahr 1923 ein Mahnmal zu Ehren der Gefallenen des Ersten Weltkriegs errichtet. Es zeigte eine Frau mit zwei kleinen Kindern. Dieses Denkmal wurde bei der Brückensprengung gegen Ende des Zweiten Weltkriegs im März 1945 zerstört. An gleicher Stelle wurde 2006 ein nach dem historischen Vorbild gefertigtes neues Mahnmal aufgestellt.
Auf der Westerwaldseite, vom Oberstrom aus gesehen rechts, stehen an der Brücke noch die beiden barocken Brückenhäuser mit ihren Mansard-Walmdächern. Sie prägen gemeinsam mit dem Weilburger Postamt den barocken Postplatz.

## Geschichte
Bereits im 14. Jahrhundert bestand an der Stelle der heutigen Steinernen Brücke eine Holzbrücke. 
Im Jahr 1359 ließ Graf Johann I. von Nassau-Weilburg diese Holzbrücke durch eine Steinbrücke ersetzen. Bereits 1408 zerstörte ein Hochwasser mit Eisgang die Brücke. Sie wurde wieder aufgebaut, jedoch durch ein Hochwasser 1555 erneut zerstört.

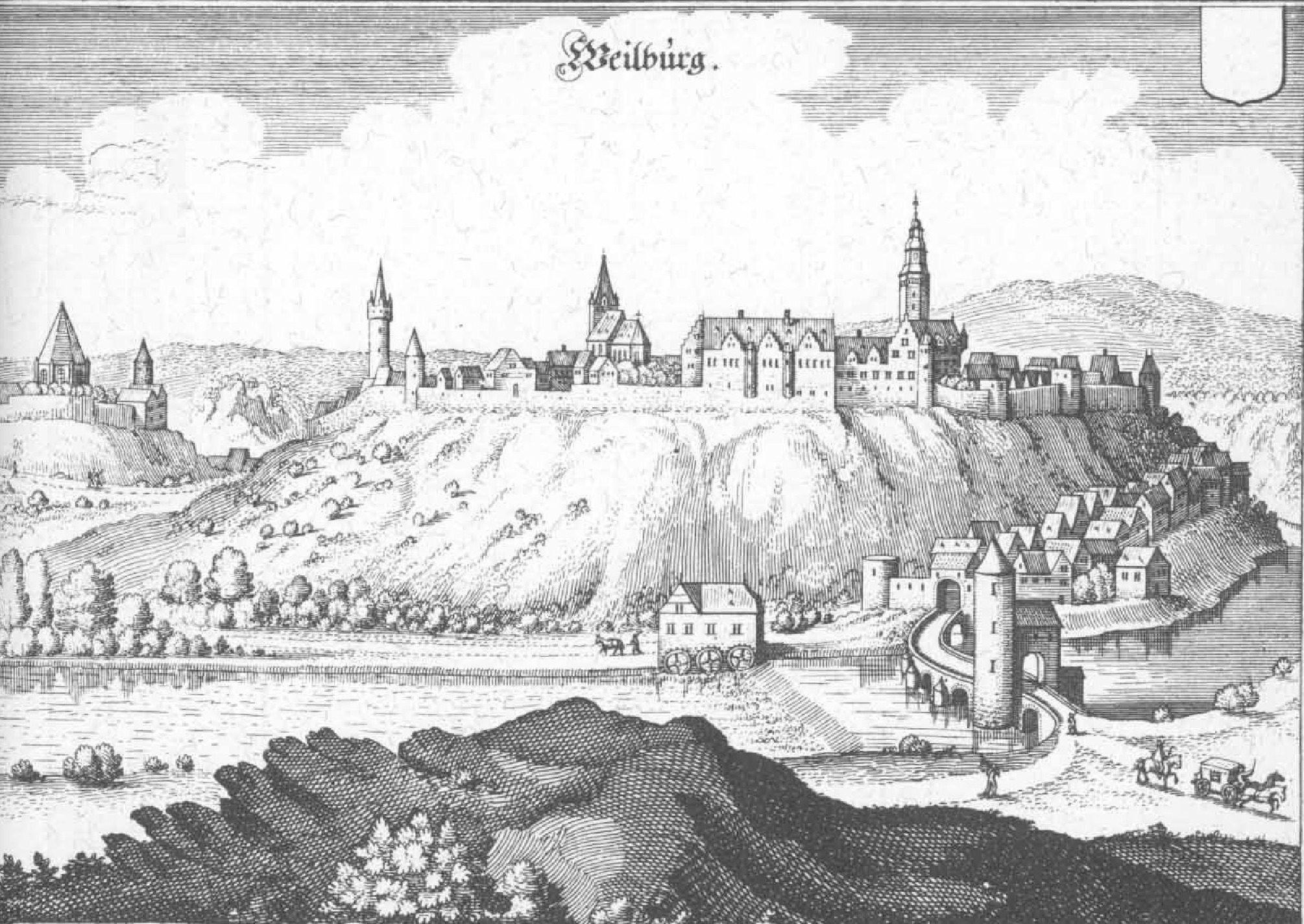
Stadt Weilburg mit der Brücke (unten rechts im Bild – Auszug aus der Topographia Hassiae 1655)

Unter Graf Philipp III. von Nassau-Weilburg wurde daher ab 1555 die dritte Steinbrücke an dieser Stelle errichtet. Ein Stich von Matthäus Merian stellt die geschwungene Brücke mit sechs Bögen da. Es ist ein innerer und ein äußerer Brückenturm zu erkennen. Vor dem äußeren Brückenturm war ein Flutgraben mit einer Zugbrücke. Bei diesem Stich fließt die Lahn in die falsche Richtung, möglicherweise sind auch andere Details in Frage zu stellen.
Bei einem Hochwasser im Winter 1698/99 stürzte ein Brückenbogen ein. Die Brücke wurde provisorisch instand gesetzt. Nach dem Ausbau der Limburger- und Frankfurter Straße zu Alleen im Jahr 1714 wird 1717 der äußere Brückenturm abgerissen und durch zwei Brückenhäuser ersetzt.
Die provisorische Brücke hielt bis 1763/64. Dann wurde sie durch ein Hochwasser mit Eisgang in der Neujahrsnacht so zerstört das ein Neubau unumgänglich wurde. Fürst Karl Christian von Nassau-Weilburg beauftragte seinen Bauinspektor Johann Friedrich Sckell mit dem Bau der vierten steinernen Bogenbrücke. Diese wurde 1765 für den Verkehr eröffnet. Für die Fundamente der Brücke wurden Pfahlroste aus 600 Buchen- und Eichenstämmen hergestellt. Die Arbeiten an der Brücke waren jedoch noch nicht abgeschlossen. 1770 wurde die Brücke gepflastert und im Jahr 1774 die seitlichen Brustmauern errichtet. Am Brückenbau waren zahlreiche katholische Arbeiter aus dem Westerwald beteiligt. Auf ihre Forderung hin wurden erstmals nach rund 200 Jahren wieder katholische Gottesdienste in Weilburg abgehalten und auch nach dem Ende der Bauarbeiten weitergeführt.

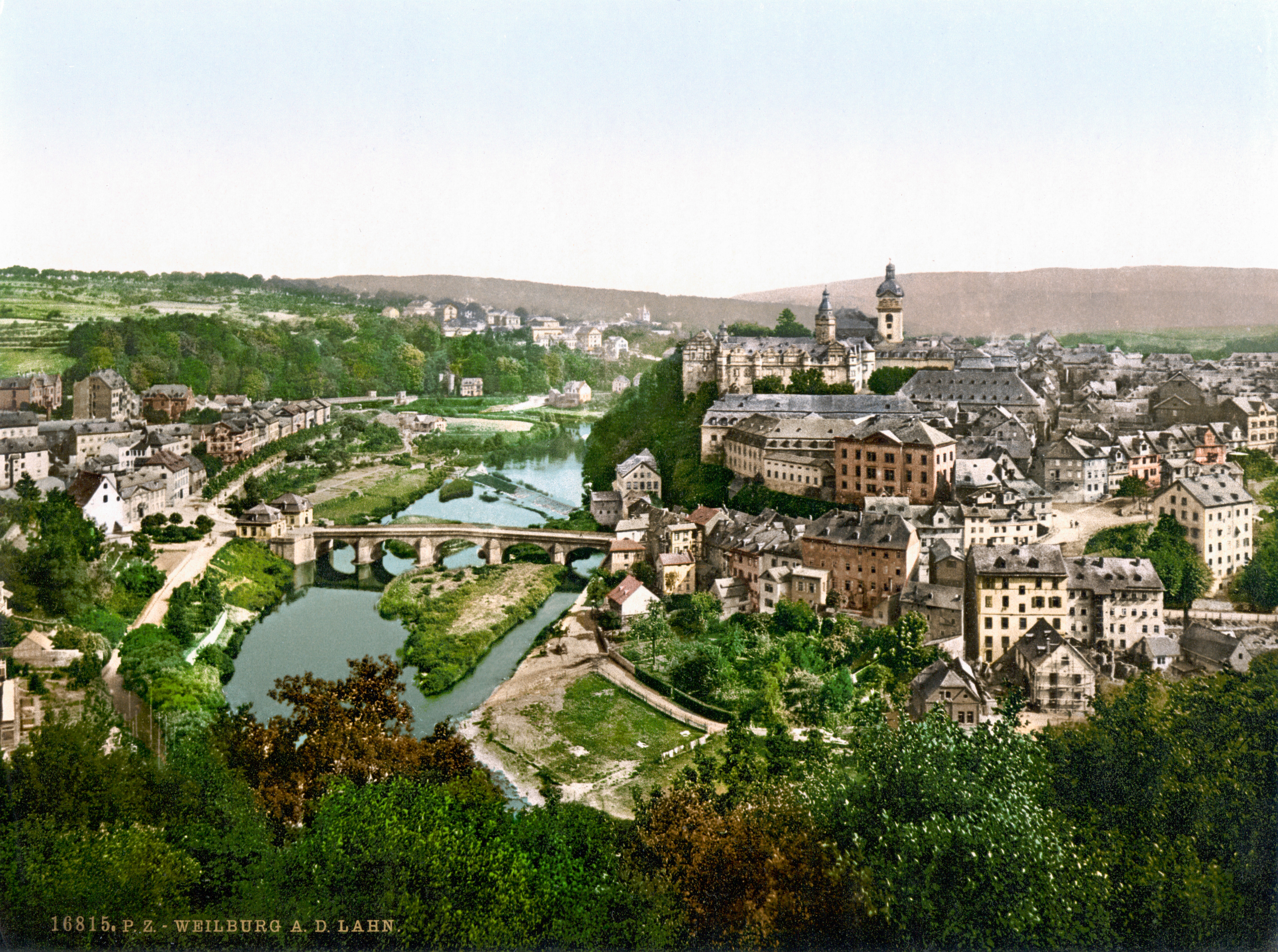
Weilburg auf einer Postkarte um 1900. Im Vordergrund ist die Steinerne Brücke zu erkennen

Im Jahr 1787 ließ Bauinspektor Johann Ludwig Leidner den Flutgraben auf 11 Meter verbreitern. Eine Holzkonstruktion ermöglicht den Übergang. Ein Jahr zuvor wurden nach Leidners Plänen die beiden noch heute erhaltenen Brückenhäuser und das Postgebäude errichtet. Der Flutgraben wurde 1872 verfüllt.
Durch deutsche Truppen wurden zwei Bögen der Brücke am 27. März 1945 gesprengt, jedoch konnte die Brücke bis zum 12. November 1946 wieder instand gesetzt werden. Im Jahr 1947 wurde die Brücke umfassend saniert. Eine weitere Sanierung fand 1988 statt.
Mit dem Bau der Oberlahnbrücke im Jahr 2004 wurde die Steinerne Brücke weitestgehend vom Verkehr entlastet.